# Charles Arsène-Henry
Charles Arsène-Henry, né à Agen le 8 mai 1881 et mort à Tokyo le 14 novembre 1943, est un diplomate français et collectionneur d'art japonais.

## Biographie
Charles Arsène-Henry est le fils de l'ambassadeur Arsène Henry (1848-1931). Il épouse Yolande Lefèvre d'Ormesson (1880-1974), fille de l'ambassadeur Olivier d'Ormesson, dont il n'aura pas d'enfant. Arsène-Henry est le beau-frère du comte Wladimir d'Ormesson, ambassadeur de France et membre de l'Académie française.   
Après ses études de droit, il commence sa carrière diplomatique comme secrétaire d'ambassade à Lima, puis à Bucarest et conseiller à Tokyo. Il est ministre de France au Canada puis au Danemark de 1934 à 1936. Il est nommé ambassadeur de France à Tokyo en 1936. Il y décède en poste en 1943. 
Amateur d'art et collectionneur, il a rédigé en 1941 un mémoire intitulé Tapisseries et soieries japonaises où contribution à l'étude de l'esthétique et de la décoration des soieries façonnées et des tapisseries japonaises de l'époque Tokugawa (1603-1856),. Il est l'auteur d'Essais sur la civilisation et de Cohérence et harmonie des choses (1934).

## Publications
- Essais sur la civilisation
- Cohérence et harmonie des choses (1934)
- Tapisseries et soieries japonaises, Geuthner Paris - N.S.H.K.K.Tokio, Bulletin de la maison franco-japonaise, 1941, 230 p.
- Statuettes-Portraits Japonaises  (préf. Paul Claudel - Giacinto Auriti), Rome, Tip. Stamperia Romana, via Firenze 38, 1954, 167 p.